# Zeltnera namophila
Zeltnera namophila là một loài thực vật có hoa trong họ Long đởm. Loài này được (Reveal, C.R. Broome & Beatley) G. Mans. mô tả khoa học đầu tiên năm 2004.